# Dodge 100 "Commando"
O Dodge 100 "Commando" foi um caminhão construído pela Dodge na Grã-Bretanha, nas décadas de 1970 e 
1980.